# Biliga-Foulbé
Biliga-Foulbé est une localité du département de Nasséré, dans la province de Bam, dans le Centre-Nord, au Burkina Faso. En 2006, cette localité comptait 312 habitants dont 52,3% de femmes.